# 長崎市公会堂
長崎市公会堂（ながさきしこうかいどう）は長崎県長崎市魚の町にあったホール。長崎国際文化センター建設事業の一環として建てられた。開館は1962年（昭和37年）6月2日。鉄骨鉄筋コンクリート5階建。延べ床面積5,992m。客席数は1,751。市内ホールの客席数では長崎ブリックホールに次ぐ規模であった。「日本における近代建築100選」に選ばれている。
2015年（平成27年）3月末で閉館し、53年の歴史に幕を下ろした。当初は同年10月の長崎くんちの直後に解体工事が始まる予定であったが、存続を求める声もあり、解体が行われていなかった。2016年（平成28年）6月の長崎市定例市議会において同年11月の解体着工の議案が提出され、同年12月より建物内部が、翌2017年（平成29年）6月12日から建物本体の解体工事が行われた。
公会堂及び公会堂前公園敷地の跡地には長崎市役所新庁舎が建設され、2023年（令和5年）1月4日に市役所は新庁舎に移転した。

## 概要
長崎市出身の武基雄（早稲田大学教授）の設計による。1962年の開館以降、長崎市を代表するホールとして、数々のコンサート、舞台、講演会などが行われてきた。公会堂前の広場は、諏訪神社の秋の大祭・長崎くんちの奉納踊り会場のひとつで、期間中は桟敷席が組まれ、出し物が披露される。
また昭和40年代には日本プロレスが長崎での興行の際に当公会堂を利用しており、1968年（昭和43年）10月18日にはジャイアント馬場 対 マッドドッグ・バションの特別シングルマッチが開催された。
1977年（昭和52年）から1991年（平成3年）まで毎年8月には、長崎放送（NBC）主催による新人歌手コンテスト「長崎歌謡祭」が当公会堂において開催され、本田美奈子、夏川りみらがこのステージからスター歌手へと飛翔して行った。その他NBCは『スターにアタック!勝抜き歌合戦』などの公開録画会場としても使用されていたこともあった。なおNBCは大ホールの緞帳寄贈もされていた。
1998年（平成10年）、客席数で上回る2,002席の長崎ブリックホールが長崎市茂里町に建設されたため、長崎市により廃止も視野に入れた検討作業が行われたが、優れた近代建築であるとの理由で、2004年（平成16年）に存続の方針が出された。前年の2003年にはDOCOMOMO JAPAN選定 日本におけるモダン・ムーブメントの建築に選ばれている。内装や概観が特徴的であるため過去に映画ロケも行われた。
長崎市は老朽化した長崎市公会堂を解体して、その跡地に長崎市役所の新庁舎を建設することを計画した。当初は2013年度（平成25年度）中に新たな市役所の基本計画を策定し、翌2014年度（平成26年度）中に設計に着手、2016年度（平成28年度）中に着工、2019年度中の完成を目指した。その後、新庁舎建設工事は2019年度（令和元年度）に着工。2023年（令和5年）1月4日に市役所は魚の町に完成した新庁舎に移転した。
市役所新庁舎完成後、旧市役所庁舎を解体し、その跡地に公会堂に代わる新たな文化施設を建設する方針となっている。

## 主な施設・座席数
- ホール : 1,751人収容。

## ロケが行われた映画作品
- 『7月24日通りのクリスマス』
- 『渚のシンドバッド』
- 『くちびるに歌を』（合唱コンクールの県予選会場）